# Patryk Stosz
Patryk Stosz   (Kluczbork, 15 de juliol de 1994) és un ciclista polonès, professional des del 2013. Entre el 2015 i el 2019 va córrer a l'equip CCC Sprandi Polkowice i des del 2020 ho fa al Voster ATS Team. En el seu palmarès destaca la Volta a Bulgària del 2020, així com diverses etapes en curses d'una setmana com la Małopolski Wyścig Górski o la Cursa de Solidarność i els Atletes Olímpics.

## Palmarès
- 2016
  -  Campió de Polònia en contrarellotge sub-23
- 2019
  - 1r a la Korona Kocich Gór
  - Vencedor d'una etapa al Tour d'Almati
- 2020
  - 1r a la Volta a Bulgària i vencedor d'una etapa
- 2021
  - Vencedor d'una etapa a la Belgrad-Banja Luka
  - Vencedor d'una etapa a la Małopolski Wyścig Górski
  - Vencedor d'una etapa a la Cursa de Solidarność i els Atletes Olímpics
  - Vencedor d'una etapa al CCC Tour-Grody Piastowskie
  - Vencedor de 2 etapes a la Volta a Romania
  - Vencedor d'una etapa al Circuit de les Ardenes
- 2022
  - 1r al Gran Premi Gorenjska
  - Vencedor d'una etapa a la Małopolski Wyścig Górski
  - Vencedor d'una etapa a la Cursa de Solidarność i els Atletes Olímpics
  - Vencedor d'una etapa a la Volta a Bulgària
- 2023
  - 1r al Poreč Trophy
  - Vencedor d'una etapa a la Volta a Bulgària
- 2024
  - 1r a la Clàssica de l'Illa Maurici
  - Vencedor d'una etapa a la Cursa de Solidarność i els Atletes Olímpics
- 2025
  - Vencedor d'una etapa a la Małopolski Wyścig Górski